# Ервін Єнеке
Ервін Єнеке (нім. Erwin Jaenecke; 22 квітня 1890, Фререн, Ганновер — 3 липня 1960, Кельн) — німецький воєначальник часів Третього Рейху, генерал-полковник Вермахту (1944). Кавалер Лицарського хреста Залізного хреста (1942).

## Біографія
27 березня 1911 року набрав 10-й (Ганноверський) інженерний батальйон. У складі 10-го батальйону взяв участь у Першій світовій війні: з 23 липня 1915 командир 5-ї роти, з 3 березня 1916 року ад'ютант батальйону, з 23 липня 1916 року знову командир 5-ї роти. З 9 грудня 1917 року ордонанс-офіцер у штабі 19-ї піхотної дивізії. З 29 серпня до 16 грудня 1918 года 2-й офіцер Генштабу в штабі 26-ї резервної дивізії.
Після капітуляції кайзерівської армії залишився в рейхсвері, де служив на різних інженерних посадах. Учасник громадянської війни в Іспанії з липня 1936 по листопад 1938 року. З 1936 року начальник штабу «W», який відав справами легіону «Кондор». З 1938 року начальник штабу інспекції укріплень.

### Друга світова війна
З початком війни знову переведений в польові інженерні війська, призначений обер-квартирмейстером штабу 8-ї армії. Учасник Польської і Французької кампаній.
З 1 травня 1940 по 31 січня 1942 року служив обер-квартирмейстером командування вермахту в Бельгії і Північної Франції. Одночасно з 1 листопада 1941 року включений в головне командування вермахту на Заході.
З лютого 1942 року — командир 389-ї піхотної дивізії. У травні того ж року дивізія була включена до складу 6-ї польової армії на Східному фронті, яка брала участь в Харківській операції і в подальшому наступі на Сталінград. У вересні 1942 року призначений командиром 4-го армійського корпусу, офіційно затверджений на посаді 1 листопада, одночасно проведений в генерали інженерних військ. Після оточення радянськими військами наполягав на здійсненні прориву. У січні 1943 року був поранений шрапнеллю (за іншими даними — симулював поранення) і 22 січня евакуйований зі Сталінградського котла через поранення.
З 1 квітня 1943 року —командир 82-го армійського корпусу у Франції. 1 червня 1943 року призначений командувачем 17-ї польової армії і одночасно з листопада 1943 року командувачем військами вермахту в Криму і на Кавказі.

### Діяльність в Криму
1 травня 1944 року замінений генералом Карлом Альмендінгером і відправлений в командний резерв. Після знищення 17-ї армії за наказом А. Гітлера відданий під військовий трибунал, який повинен був з'ясувати, чи зробив Єнеке все від нього залежне для порятунку армії, але трибунал так і не відбувся. У січні 1945 року направив особисто А. Гітлеру листа, в якому змалював в деталях катастрофічне становище Німеччини, за що 31 січня 1945 року наказом фюрера був виключений зі списків вермахту.

### Після Другої світової війни
11 червня 1945 року ув'язнений радянськими військами в Нідершені. В ході слідства і суду утримувався в Севастопольській в'язниці. 23 листопада 1947 засуджений військовим трибуналом Чорноморського флоту до 25 років ув'язнення в таборах. 12 жовтня 1955 був переданий властям ФРН як неамністованний злочинець і звільнений. Жив в Кельні, де і помер 3 липня 1960 року.

## Нагороди
Військова кар'єра
- 28 серпня 1911 — фанен-юнкер-унтер-офіцер
- 18 листопада 1911 — фенріх
- 18 серпня 1912 — лейтенант
- 27 січня 1916 — обер-лейтенант
- 1 травня 1922 — ротмістр
- 1 жовтня 1931 — майор
- 1 квітня 1934 — оберст-лейтенант
- 1 березня 1936 — оберст
- 1 листопада 1939 — генерал-майор
- 1 листопада 1941 — генерал-лейтенант
- 1 листопада 1942 — генерал інженерних військ
- 30 січня 1944 — генерал-полковник

- Залізний хрест
  - 2-го класу (11 вересня 1914)
  - 1-го класу (3 листопада 1914)
- Хрест «За вірну службу» (Шаумбург-Ліппе)
- Військовий Хрест Фрідріха-Августа (Ольденбург)
  - 2-го класу із застібкою «Перед ворогом»
  - 1-го класу
- Хрест «За військові заслуги» (Брауншвейг) 2-го класу з бойовою відзнакою (16 грудня 1915)
- Князівський орден дому Ліппе 4-го класу з мечами
- Нагрудний знак «За поранення» в чорному
- Сілезький Орел 2-го ступеня
- Почесний хрест ветерана війни з мечами
- Медаль «У пам'ять 13 березня 1938 року»
- Медаль «У пам'ять 1 жовтня 1938» із застібкою «Празький град»
- Іспанський хрест в сріблі (6 червня 1939)
- Застібка до Залізного хреста 2-го і 1-го класу
- Нагрудний знак «За поранення» в чорному
- Штурмовий піхотний знак в сріблі
- Лицарський хрест Залізного хреста (9 жовтня 1942)
- Німецький хрест в золоті (2 січня 1943)
- Орден Михая Хороброго
  - 3-го класу (7 травня 1943)
  - 2-го класу (23 грудня 1943)
- Кубанський щит
- Двічі відзначений у Вермахтберіхт (19 серпня і 9 жовтня 1943)